# Aphaenogaster rifensis
Aphaenogaster rifensis är en myrart som beskrevs av Henri Cagniant 1994. Aphaenogaster rifensis ingår i släktet Aphaenogaster och familjen myror. Inga underarter finns listade i Catalogue of Life.